# Château de Loubressay
Le château de Loubressay est situé sur la commune de Bonnes, dans le département de la Vienne.

## Historique
Le fief, qui dépendait de la baronnie de Chauvigny, est mentionné dès 1310, mais la construction actuelle incombe à la famille de La Barre, propriétaire des lieux de 1699 à 1817. Deux dates gravées (1715 et 1720) ainsi qu'une inscription désignent le commanditaire, Ernest Joseph de La Barre. 
L'édifice se développe sur une longueur de 47 m, entre une cour d'honneur et une cour arrière bordée de dépendances. Les tours d'angle, où figuraient les armes des Couhé, à la tête du domaine entre 1563 & 1662, ont été partiellement conservées. De même, subsiste le portail percé dans le mur de la cour des communs, deux portes piétonnes à fronton cintré flanquant une grande porte à fronton coupé, où se lisait  la date de 1520, époque à laquelle la famille de Marans détenait la seigneurie. Calée entre deux tours rondes plus anciennes (celle du sud abritait la chapelle), la façade antérieure se compose d'un rez-de-chaussée élevé et d'un comble brisé.
Le monument fait l’objet d’une inscription au titre des monuments historiques depuis le 31 décembre 1993.